# Shi Jinglin
Shi Jinglin (en chino: 史婧琳; Changzhou, 3 de enero de 1993) es una deportista china que compite en natación, especialista en el estilo braza.
Participó en los Juegos Olímpicos de Río de Janeiro 2016, obteniendo una medalla de bronce en la prueba de 200 m braza.
Ganó tres medallas en el Campeonato Mundial de Natación entre los años 2015 y 2017, y una medalla de plata en el Campeonato Mundial de Natación en Piscina Corta de 2018.

## Palmarés internacional
| Juegos Olímpicos                    | Juegos Olímpicos        | Juegos Olímpicos  | Juegos Olímpicos  |
| Año                                 | Lugar                   | Medalla           | Prueba            |
| ----------------------------------- | ----------------------- | ----------------- | ----------------- |
| 2016                                | Río de Janeiro (Brasil) | Medalla de bronce | 200 m braza       |
| Campeonato Mundial                  |                         |                   |                   |
| Año                                 | Lugar                   | Medalla           | Prueba            |
| 2015                                | Kazán (Rusia)           | Medalla de oro    | 4 × 100 m estilos |
| 2015                                | Kazán (Rusia)           | Medalla de bronce | 200 m braza       |
| 2017                                | Budapest (Hungría)      | Medalla de bronce | 200 m braza       |
| Campeonato Mundial en Piscina Corta |                         |                   |                   |
| Año                                 | Lugar                   | Medalla           | Prueba            |
| 2018                                | Hangzhou (China)        | Medalla de plata  | 4 × 100 m estilos |